# Баканов, Денис Сергеевич
Денис Сергеевич Баканов (род. 10 сентября 1998) — российский самбист и дзюдоист, бронзовый призёр первенств России среди кадетов, победитель этапов Кубка Европы по дзюдо среди кадетов и юниоров, призёр первенств России и Европы среди юниоров и юношей по самбо, чемпион России среди молодёжи по самбо 2017, 2019, 2021 годов, бронзовый призёр соревнований по самбо Всероссийской спартакиады 2022 года, бронзовый призёр чемпионатов России по самбо 2022 и 2023 годов, бронзовый призёр чемпионата России по дзюдо 2023 года, обладатель Кубков Европы и мира по самбо, мастер спорта России по самбо (2019). Воспитанник спортивного клуба «Самбо-70». Выступает в весовой категории до 98 кг.

## Национальные соревнования
- Самбо на Всероссийской спартакиаде 2022 — ;
- Чемпионат России по самбо 2022 — ;
- Чемпионат России по самбо 2023 — ;
- Чемпионат России по дзюдо 2023 — ;
- Кубок России по самбо 2023 — ;
- Чемпионат России по самбо 2024 — ;
- Чемпионат России по самбо 2025 — ;